# Elena Solovej
Elena Jakovlevna Solovej in russo Еле́на Я́ковлевна Солове́й? (Neustrelitz, 24 febbraio 1947) è un'attrice sovietica naturalizzata statunitense.

## Biografia
Nata in Germania, ha vissuto in Unione Sovietica fino al 1991 quando poi decide di emigrare negli Stati Uniti d'America. È sposata dal 1971 con il production designer Yuri Pugach, da cui ha avuto due figli: Pavel e Irina.

## Filmografia parziale
- Dnevnik direktora školy, regia di Boris Frumin (1975)
- Schiava d'amore (Raba ljubvi), regia di Nikita Sergeevič Michalkov (1976)
- Oblomov (Neskolko dney iz zhizni I. I. Oblomova), regia di Nikita Sergeevič Michalkov (1979)
- Chraniteli (Хранители), regia di Natalja Serebrjakova (1991)
- I padroni della notte (We Own the Night), regia di James Gray (2007)
- C'era una volta a New York (The Immigrant), regia di James Gray (2013)
- Civiltà perduta (The Lost City of Z), regia di James Gray (2016)

## Doppiatrici italiane
Nelle versioni in italiano delle opere in cui ha recitato, Elena Solovej è stata doppiata da:
- Vittoria Febbi in Civiltà perduta